# Hydropsyche seramensis
Hydropsyche seramensis là một loài Trichoptera trong họ Hydropsychidae. Chúng phân bố ở miền Australasia.